# Ancyluris seitzi
Ancyluris seitzi is een vlinder uit de familie van de prachtvlinders (Riodinidae). De wetenschappelijke naam van de soort is voor het eerst geldig gepubliceerd in 1932 door Lathy.